# Coddle

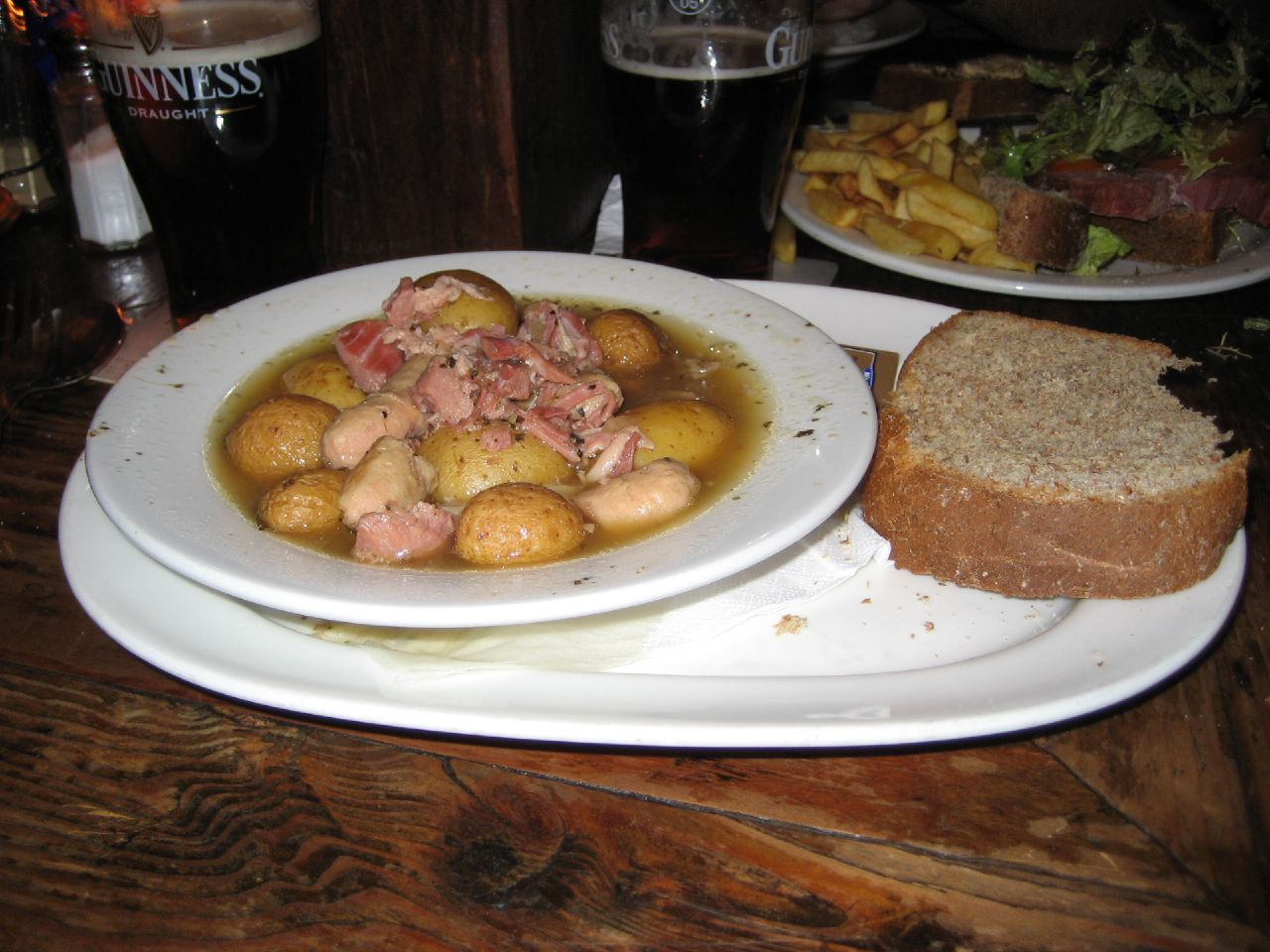
Coddle con pan de soda irlandés.

Coddle (a veces Dublín Coddle) es un plato tradicionalmente asociado con la ciudad de Dublín, Irlanda. Tiene fama de ser el plato favorito de Seán O'Casey y Jonathan Swift. Aparece en varias referencias literarias irlandesas de la ciudad de Dublín, incluyendo las obras de James Joyce.

## Características
Consiste en diferentes capas de salchichas de cerdo cortadas en lonchas y recubiertas de panceta (denominadas rashers) todo ello mezclado con patatas cortadas en rodajas y cebollas. Tradicionalmente, también puede incluir granos de cereal como puede ser la cebada. El plato es semi-cocido al vapor produciendo un caldo cárnico intenso debido al contenido del tocino y de los embutidos. Algunas de las recetas tradicionales están a favor de la adición de una pequeña cantidad de cerveza Guinness durante la cocción en la olla, pero esta operación es muy rara en las versiones modernas de la receta. El plato se debe cocinar en una olla con una tapa bien ajustada, a fin de que el vapor cocine los ingredientes que no queden cubiertos por el agua. El condimento empleado en su elaboración consiste sólo en sal, pimienta y perejil. En Irlanda es considerado como un alimento confort, debido a sus ingredientes es considerado un plato barato, fácil de preparar y rápido de cocinar. Se sirve con frecuencia en los meses de invierno. En los días en que los católicos no debían comer carne los viernes, esta fue una preparación que con frecuencia se sirve los jueves ya que permitía a una familia a utilizar cualquier restos de salchichas o tocino.

## Curiosidades
- Es por la elaboración de su receta uno de los platos irlandeses del movimiento de slow food debido a su lentacocción.[4]